# Городские населённые пункты Тульской области
Тульская область России включает 30 городских населённых пунктов, в том числе:
- 19 городов, среди которых выделяются:
  - 2 города областного подчинения (в списке выделены оранжевым цветом), которые в рамках организации местного самоуправления образуют (входят в) городские округа.
  - 17 городов районного подчинения, из них в рамках организации местного самоуправления 3 входят в городские округа и 14 входят в соответствующие муниципальные районы.
- 11 посёлков городского типа (рабочих посёлков).

## Города
| №  | название     | район / город областного подчинения | мун.район / городской округ | население (чел.) | основание / первое упоминание | статус города | герб | прежние названия                                 |
| -- | ------------ | ----------------------------------- | --------------------------- | ---------------- | ----------------------------- | ------------- | ---- | ------------------------------------------------ |
| 1  | Алексин      | Алексинский район                   | город Алексин, ГО           | ↗60 842          | 1348                          | 1777          |      |                                                  |
| 2  | Белёв        | Белёвский район                     | Белёвский мун.район         | ↗12 746          | 1147                          | 1147          |      |                                                  |
| 3  | Богородицк   | Богородицкий район                  | Богородицкий мун.район      | ↘29 560          | 1663                          | 1777          |      |                                                  |
| 4  | Болохово     | Киреевский район                    | Киреевский мун.район        | ↗9339            | XVI век                       | 1943          |      |                                                  |
| 5  | Венёв        | Венёвский район                     | Венёвский мун.район         | ↘12 668          | 1371                          | 1777          |      |                                                  |
| 6  | Донской      | город Донской                       | город Донской, ГО           | ↗63 837          | 1773                          | 1939          |      | до 1929 — посёлок при руднике имени А. И. Рыкова |
| 7  | Ефремов      | Ефремовский район                   | город Ефремов, ГО           | ↗36 545          | 1637                          | 1777          |      |                                                  |
| 8  | Кимовск      | Кимовский район                     | Кимовский мун.район         | ↗26 475          | XVII век                      | 1952          |      | до 1948 — Михайловский                           |
| 9  | Киреевск     | Киреевский район                    | Киреевский мун.район        | ↘25 560          | 1762                          | 1956          |      | Киреевка                                         |
| 10 | Липки        | Киреевский район                    | Киреевский мун.район        | ↗8325            | XVII век                      | 1955          |      |                                                  |
| 11 | Новомосковск | Новомосковский район                | город Новомосковск, ГО      | ↘115 938         | 1765                          | 1930          |      | до 1933 — Бобрики до 1961 — Сталиногорск         |
| 12 | Плавск       | Плавский район                      | Плавский мун.район          | ↗16 893          | 1563                          | 1949          |      | до 1926 — Сергиевское                            |
| 13 | Советск      | Щёкинский район                     | Щёкинский мун.район         | ↗7889            | 1949                          | 1954          |      |                                                  |
| 14 | Суворов      | Суворовский район                   | Суворовский мун.район       | ↗17 598          | 1949                          | 1954          |      | до 1954 — Суворовский                            |
| 15 | Тула         | город Тула                          | город Тула, ГО              | ↘456 813         | 1146                          | 1146          |      |                                                  |
| 16 | Узловая      | Узловский район                     | Узловский мун.район         | ↘49 427          | 1873                          | 1938          |      | до 1877 — Хрущёвская                             |
| 17 | Чекалин      | Суворовский район                   | Суворовский мун.район       | ↗935             | 1565                          | 1565          |      | до 1944 — Лихвин                                 |
| 18 | Щёкино       | Щёкинский район                     | Щёкинский мун.район         | ↘55 109          | 1870                          | 1938          |      |                                                  |
| 19 | Ясногорск    | Ясногорский район                   | Ясногорский мун.район       | ↘15 269          | 1578                          | 1958          |      | до 1965 — Лаптево                                |

### Населённые пункты, утратившие статус города
Сохранились, но потеряли статус города:
- Гремячий — ныне село Гремячее. Город до 2-й половины XVIII века.
- Дедилов — ныне село Дедилово. Известен как город Дедославль с XII в.; в 1238 уничтожен монголо-татарами; снова город с 1553 по 1777.
- Епифань — ныне посёлок. Город с 1777 по 1926.
- Крапивна — ныне село. Город до 22 февраля 1926.
- Одоев — ныне пгт. Город с XIV века по 1926.
- Чернь — ныне пгт. Город до 22 февраля 1926.

Вошли в состав других городов:
- Северо-Задонск — город с 1950 года, вошёл в черту города Донской в 2005 году.
- Сокольники — город с 1958 года, вошёл в черту Новомосковска в 2008 году.

## Посёлки городского типа
| №  | название      | район                  | мун.район / городской округ       | население (чел.) | основание / первое упоминание | статус пгт | герб | прежние названия |
| -- | ------------- | ---------------------- | --------------------------------- | ---------------- | ----------------------------- | ---------- | ---- | ---------------- |
| 1  | Арсеньево     | Арсеньевский район     | Арсеньевский мун.район            | ↗4680            | 1897                          | 1966       |      |                  |
| 2  | Волово        | Воловский район        | Воловский мун.район               | ↘3570            | XVIII век                     | 1970       |      |                  |
| 3  | Дубна         | Дубенский район        | Дубенский мун.район               | ↗5972            | 1740                          | 1929       |      |                  |
| 4  | Заокский      | Заокский район         | Заокский мун.район                | ↘6464            | 1935                          | 1970       |      |                  |
| 5  | Куркино       | Куркинский район       | Куркинский мун.район              | ↗5457            | 1595                          | 1968       |      |                  |
| 6  | Новогуровский | Алексинский район      | рабочий посёлок Новогуровский, ГО | ↗3634            | 1946                          | 1966       |      |                  |
| 7  | Одоев         | Одоевский район        | Одоевский мун.район               | ↗5445            | 1380                          | 1959       |      |                  |
| 8  | Первомайский  | Щёкинский район        | Щёкинский мун.район               | ↗10 234          | 1946                          | 1950       |      | Газовый посёлок  |
| 9  | Славный       | Арсеньевский район     | Славный, ГО                       | ↗1894            | 1961                          | 2008       |      | Тула-50          |
| 10 | Тёплое        | Тёпло-Огарёвский район | Тёпло-Огарёвский мун.район        | ↘4846            | XIX век                       | 1971       |      |                  |
| 11 | Чернь         | Чернский район         | Чернский мун.район                | ↘6156            | 1566                          | 1971       |      |                  |